# 性交斷面圖

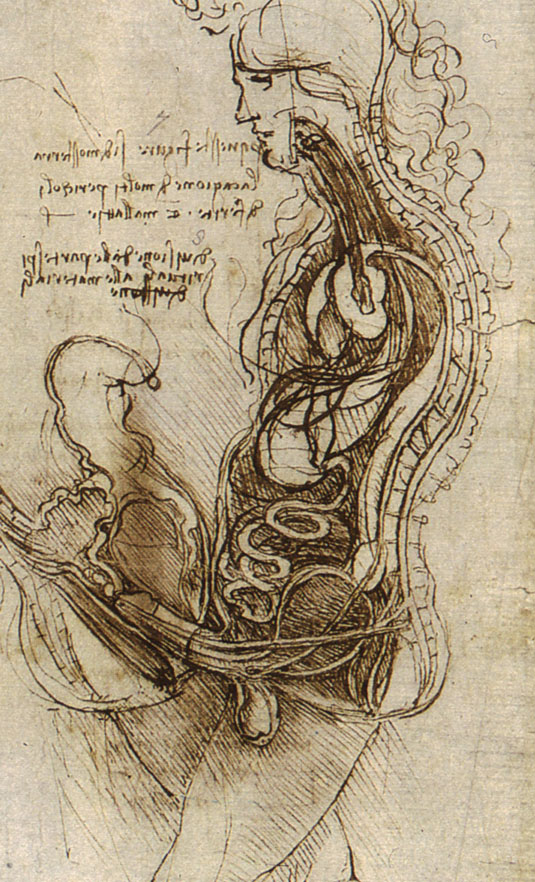
一幅出自列奥纳多·达·芬奇的手稿，成於1493年。其可能是世界上最早的性交斷面圖

性交斷面圖（日语：／ Seikō danmenzu），簡稱斷面圖，是日本成人漫画界獨有的一種描寫手法，其以像核磁共振掃描的方式，把漫画中從事性行為者的身體內部畫出。英語圈稱之為「X-ray」或「Translucent」。

## 概論
歌川國貞所繪的春宫图、色情劇畫、藤子·F·不二雄的《外星人報告樣本A和B》（宇宙人レポート サンプルAとB）皆有運用到性交斷面圖的手法。不過早期成人漫画相對較少採用性交斷面圖。直到2000年代之後，有關描寫手法才出現爆發式增長，並成為流行場景。經常使用性交斷面圖的成人漫畫家有ジョン・K・ペー太、鬼之仁、竹村雪秀、月野定規、DISTANCE。
在性交斷面圖的場景中，觀者可從侧面看到性器官接合的樣子，亦可以看到精液在射入體內時於女性生殖系統中的走向。

### 書刊
- 稀見理都. . 太田出版. 2017. ISBN 9784778315924.